# Landschaftsschutzgebiet Beberbachtal östlich Schönhagen
Das Landschaftsschutzgebiet Beberbachtal östlich Schönhagen mit etwa 14 ha mit Flächengröße liegt im Gemeindegebiet von Extertal in Nordrhein-Westfalen. Es wurde 2007 mit dem Landschaftsplan Nr. 5 Extertal durch den Kreistag des Kreises Lippe erstmals als Landschaftsschutzgebiet (LSG) ausgewiesen.

## Beschreibung
Das LSG umfasst das Bachtal des Beberbaches mit Quellläufen nordöstlich von Bösingfeld, wobei das LSG teils an die Bebauung anschließt. An der Ostgrenze des LSG liegt die Landesgrenze zu Niedersachsen. Am Oberlauf verläuft der  Beberbach stark mäandrierend durch Auewaldreste. Wertvoll sind mehrere naturnahe Quellen. Nach der Kreisstraße ist der Bach teilweise begradigt. Am Unterlauf stehen Ufergehölzen in teils schmale Grünland.

## Schutzzwecke für das LSG
Laut Landschaftsplan erfolgte die Ausweisung des LSG:
- „zur Erhaltung und Wiederherstellung der Leistungsfähigkeit des Naturhaushaltes in ökologisch besonders wertvoll strukturierten Bereichen mit Wasser-, Klima- und Biotopschutzfunktionen,“
- „zur Erhaltung und Wiederherstellung von Quellbereichen und naturnahen Fließgewässern, Grünland, Kalkhalbtrockenrasen und naturnahen Waldbereichen unter schiedlicher Feuchtestufen, Feldgehölzen, Hecken und Obstwiesen,“
- „zur Erhaltung morphologisch ausgeprägter Bereiche zur Sicherung der landschaftlichen Eigenart und Vielfalt für die Erholung,“
- „zur Erhaltung wertvoller Biotopkomplexe aus Wald-Grünlandbereichen, Fließgewässern und Quellen sowie Biotopen nach § 62 LG mit wichtigen Refugial-, Puffer-, Trittstein- und Vernetzungsfunktionen,“
- „zur Erhaltung und Wiederherstellung wichtiger Rückzugsräume für die bedrohte Tier- und Pflanzenwelt,“
- „zur Sicherung von kulturhistorisch bedeutsamen Landschaften, z. B. Terrassenkulturlandschaften,“
- „zur Sicherung der das Orts- und Landschaftsbild gliedernden und belebenden und die dörflichen Siedlungsstrukturen prägenden Freiraumelemente.“[1]